# آنية بورتلاند
آنية بورتلاند هي زَهْرِيَّةٌ من الزجاج الروماني الرفيع يعود تاريخها إلى ما بين السنة الأولى والسنة 25 للميلاد، رغم أن العلماء يدعمون فكرة أن التواريخ الأقدم تعود إلى ما قبل الميلاد. هذه الزهرية هي أشهر قطعة من الزجاج الروماني، وقد كانت مصدر إلهام لعديدٍ من صانعي الزجاج والخزف منذ بداية القرن الثامن عشر. وُثّقت أو سُجّلت لأول مرة في روما بين عامي (1601-1600) وكانت متواجدة منذ عام 1810 في المتحف البريطاني في لندن، إذ احتفظ بها المتحف على سبيل الإعارة من دوقات بورتلاند حتى عام 1945، واشتراها منهم في العام ذاته. وهي معروضةٌ اليوم في الغرفة 70 في المتحف.
يبلغ ارتفاع الآنية نحو 25 سم (9.8 بوصة) وقطرها 18 سم (7.1 بوصة). وهي مصنوعة من الزجاج الأزرق البنفسجي، ومحاطة بطبقة مفردة مستمرّة من زجاجٍ أبيضٍ نافرٍ يصور مشهدين مختلفين، إذ يجسّد سبع أشكالٍ بشرية، بالإضافة إلى ثعبانٍ كبير، واثنين من رؤوسٍ ملتحية بقرونٍ ضخمة تقع تحت مقبضي الآنية تمامًا، فتؤدي دور الفاصل بين مشهدٍ وآخر.
كان الجزء السفلي من الآنية عبارة عن قرصٍ من الزجاج النافر بالأزرق والأبيض أيضًا، يُظهر رأس، يُفترض أنه رأس باريس ابن الملك بريام أو رأس بريام نفسه، وذلك استنادًا إلى القبعة الفريجية التي يرتديها. من الواضح أن هذا الشكل الدائري لا ينتمي الى الزَهْرِيَّة، فعُرض على نحوٍ منفرد منذ سنة 1845. ربما يكون قد أُضيف في عصور قديمة أو في وقت لاحق، أو ربما يكون نتيجة للتحول من شكل الأمفورة الأصلي (جرة خزفية بقبضتين من الجانبين وعنق طويل) (على غرار آنية من الزجاج النافر الأزرق مصدرها مدينة بومبي الإيطالية). أُرفق ذلك الجزء بأسفل الآنية منذ عام 1826 على أقلِّ تقدير.

## علم دراسة الأيقونات
إن معنى الصور المنقوشة على الآنية غير واضح، وكل ما قدمته النظريات العديدة التي وُضعت لاحقًا، لم يكن تفسيرًا مُرضيًا عمومًا. تقع تلك التفسيرات في مجموعتين رئيستين: أسطورية وتاريخية، على الرغم من أن التفسير التاريخي للأسطورة هو خيار محتمل أيضًا. تركز التفسيرات التاريخية على أغسطس قيصر، وعلى عائلته ومنافِسِيه. ومن خلال النظر خاصة إلى جودة العمل وتكلفته، والكلاسيكية الجديدة التي يتسم بها الأسلوب إلى حدٍّ ما، تجري المقارنة مع بعض الجواهر الإمبراطورية المنقوشة التي تصوّر أغسطس قيصر وعائلته بخصائصَ إلهية، مثل جوهرة أغسطس أو الرصيعة الأوغسطيّة، ورصيعة فرنسا العظيمة، وبلاكاس قميو (توجد الأخيرة أيضًا في المتحف البريطاني). تضمنت تحليلات الأشكال المنقوشة تفسيرات تتعلق بعالم البحار (بسبب وجود قيطس أو ثعبان البحر/وحش بحري)، وتفسيرات أخرى تتعلق بموضوع/سياق الزواج، إذ قد تكون الزَهْرِيَّة هدية زفاف. وقد خَلُص عديد من العلماء (بما في ذلك تشارلز تاونلي) إلى أن الأشكال لا تتناسب مع تفسير أيقوني واحد.

### المشهد الأول
تتضمن التفسيرات:
- زواج بيليوس من آلهة البحر ثيتيس، «التفسير الأسطوري الأبقى والأكثر ثباتًا».[3]
- ديونيسوس يلقي التحية على أريادني وثعبانها المقدس، وذلك في الغيضة المقدسة تمجيدًا لزواجهما الذي يشير إليه كيوبيد بشعلة الزواج المتقدة، في حضور الأب الراعي سيلينوس.
- قصة مولِد الإمبراطور أغسطس قيصر من الإله أبولو، على الأرجح، على هيئة ثعبان.
- الرجل الأصغر هو مارك أنطوني الذي استدرجته المرأة المستلقية بحيلها ومكرها، كليوباترا السابعة (وإلى جانبها ثعبان سام يُعرف أنه نوع من الثعابين التي كان لها شأنٌ في موت كليوباترا)، ليخسر الرجل مفاهيمه وقيمه السياسية والثقافية الذكورية ويصير منحلًّا، أما الرجل الملتحي الأكبر سنًّا، فهو سلفه الأسطوري أنطون وهو ينظر إليه.

حُلُم أوليمبياس والدة الإسكندر الأكبر الذي يخرج من المبنى لتحيتها رفقة والده أبولو، المُجسَّد بهيئة ثعبان. كانت هذه هي النظرية الأولى التي يرجع تاريخها إلى عام 1633، وترتبط مع سيفيروس ألكسندر وأمه، «إذ تُسرد قصة مماثلة عن أبيه الذي ينتمي أيضًا إلى فصيلة الزواحف».
- حُلُم أوليمبياس والدة الإسكندر الأكبر الذي يخرج من المبنى لتحيتها رفقة والده أبولو، المُجسَّد بهيئة ثعبان. كانت هذه هي النظرية الأولى التي يرجع تاريخها إلى عام 1633، وترتبط مع سيفيروس ألكسندر وأمه، «إذ تُسرد قصة مماثلة عن أبيه الذي ينتمي أيضًا إلى فصيلة الزواحف».[5]

### المشهد الثاني
تتضمن التفسيرات:
- حلمٌ تكهنيّ لهيكوبا، بأنّ المحاكمة العقلية لباريس ستقود إلى تدمير طروادة.[6]
- أريادني القابعة في جزيرة ناكسوس.[7]
- المرأة المستلقية هي أوكتيفيا الصغرى التي هجرها مارك أنطوني، بين أخيها أغسطس قيصر (إلى اليسار، كإله، كما هو منقوشٌ على سيف طيباريوس) وفينوس جينيتريكس، سلف أغسطس قيصر ويولييون ڠينس من أوكتيفيا.[8]

#### نظرية أوكتافيان
ثمة نظرية أخرى مختلفة هي أن الزَهرِيَّة تعود إلى نحو عام 32 قبل الميلاد، وأُسندت مهمة تنفيذها إلى أوكتافيان (أصبح في وقتٍ لاحق قيصر أغسطس)، في محاولةٍ لتعزيز قضيته ضد زميليه مارك أنطوني وماركوس أميليوس ليبيدوس في الفترة التي تلت وفاة يوليوس قيصر. وتعتمد هذه النظرية على مهارة النحات اليوناني الشهير للجوهرة المنقوشة ديوسكوريديس، الذي وُثّق أن ذروة نشاطه كانت في نحو عام 15-40 قبل الميلاد. تُظهر ثلاث قطع من الزجاج النافر المنقوش التي تُنسب إليه، تشابهًا وثيقًا في الخط والجودة التي تظهر في شخصيات آنية بورتلاند. تقترح هذه النظرية أن أول شخصيتين هما غايوس أوكتافيوس، والد الإمبراطور المستقبلي، وأتيا بالبا كيسونيا، والدته التي جاءها في الحلم أنها حَمِلَت من أبولو الذي كان على هيئة ثعبان بحر (كيتو)، إذ يمكن ملاحظة أسنان الثعبان البارزة. أما المتفرّج الذي ينظر إلى المشهد مع عصاه، فربما يكون إينياس، بطل حروب طروادة الذي أنقذ والده من خلال حمله على ظهره (ومن هنا تأتي وضعية ظهره المحدودب ولحيته الطرواديّة)، والذي يُعتقد كذلك أنه أسس روما، وربما انحدر من سلالته كل من يولييون ويوليوس قيصر وآتيا، وكان شاهدًا على مفهومين رئيسين في ذلك الوقت هما، مُنقذ روما المستقبلي بوصفها إمبراطورية، وأعظم الأباطرة جميعهم.
توجد على الجهة الخلفية أوكتافيا الصغرى، أرملة مارك أنطوني وليفيا دروسيلا، زوجة أوكتافيان الثالثة التي عاشت أكثر منه. ينظر هذان الاثنان مباشرة إلى بعضهما. أمر أوكتافيان ليفيا بأن تطلق زوجها وتتزوجه خلال بضعة أسابيع من الاجتماع، وباتت أمًا للإمبراطور المستقبلي تيبيريوس.
تشير هذه الزَهْرِية إلى أن أوكتافيان ينحدر جزئيًا من أبولو (وبالنتيجة فهو نصف إله) الذي كان يعبده كإله، وأقام حفلات خاصة على شرفه مع مينيرفا، إلهة الحرب الرومانية. يتناسب تفسير كل الرموز والشخصيات المنقوشة في هذه النظرية مع معظم الألغاز وتفسيرها (باستثناء من نفذها). كان العمل قطعة باهظة الثمن، لدرجة أن قليل من الرجال في تلك الفترة كانوا قادرين على أن يدفعوا مقابل شيءِ ثمين كذلك. لا بد من أن تلك الزهرية نُفّذت بعد عدة محاولات، كما تُظهر تجارب اليوم الحديثة لإعادة إنتاجها. يرفض مؤرخون وعلماء آثار هذه النظرية الحديثة إذ تُصوَّر الآلهة عادة من خلال استعاراتٍ أسطورية.

## التصنيع
صُنعت الأواني الزجاجية النافرة كلها على الأرجح خلال جيلين تقريبًا، حين كانت تقنية النفخ (التي اكتُشفت في عام 50 قبل الميلاد تقريبًا) لا تزال في بداياتها. تشير الأبحاث الحديثة إلى أن زهرية بورتلاند، مثل معظم الأوعية الزجاجية الكاميو، صُنِعت بطريقة التغطيس أو الغمس، حيث تُغمر فقاعة طولانيّة من الزجاج جزئيًا في بوتقة من زجاج أبيض قبل أن تُنفخ الاثنتان معًا. وبعد التبريد، تُقطع الطبقة البيضاء وتُزال لتشكيل التصميم المطلوب.